# Gertrud Lendorff
Gertrud Lendorff (Lausen, 13 mei 1900 - Sigriswil, 26 januari 1986) was een Zwitserse kunsthistorica en schrijfster.

## Biografie
Gertrud Lendorff was een dochter van Ernst August Lendorff en van Valentine Stähelin. Van 1925 tot 1932 studeerde kunstgeschiedenis in Parijs, München en Bazel. Ze doctoreerde vervolgens met een proefschrift over de Italiaanse kunstschilder Giovanni Battista Moroni. Later werd ze bekend met haar radiohoorspel Vor 100 Jahren over het dagelijkse leven van een burgerlijke Bazelse familie in de Biedermeierperiode. Ze schreef ook historische romans, zoals Remigius und Konstantine uit 1957, Fanny und der Oberst uit 1958 en Lydia, Fanny und die Liebe uit 1963, en toneelstuk, zoals Das Märchenspiel vom faulen Schüler, der sich in das Märchenland wünschte uit 1922 en D Frau Oberscht uit 1953.

## Onderscheidingen
- Prijs van Radio Basel (1954)

## Werken
- (de)  Vor 100 Jahren (radiohoorspel).
- (de)  Das Märchenspiel vom faulen Schüler, der sich in das Märchenland wünschte, 1922 (toneelstuk).
- (de)  Giovanni Battista Moroni: der Porträtmaler von Bergamo, 1933 (doctoraal proefschrift).
- (de)  D Frau Oberscht, 1953 (toneelstuk).
- (de)  Remigius und Konstantine, 1957.
- (de)  Fanny und der Oberst, 1958.
- (de)  Lydia, Fanny und die Liebe, 1963.
- (de)  Fanny, Alfredo und die Familie, 1978.